# Neogurelca sonorensis
Neogurelca sonorensis là một loài bướm đêm thuộc họ Sphingidae. Loài này có ở México.